# Ilkka Tuomisto
Ilkka Tuomisto est un fondeur handisport finlandais, né le 19 janvier 1984.

## Palmarès

### Ski de fond
| Épreuve / Édition   | relais open | sprint | 10 km | 20 km  |
| ------------------- | ----------- | ------ | ----- | ------ |
| JP 2006 Turin       |             | 16e    | 6e    | 4e     |
| JP 2010 Vancouver   |             | Bronze | 9e    | 11e    |
| JP 2014 Sotchi      |             | 8e     | 7e    | Argent |
| JP 2018 Pyeongchang | 10e         | Bronze | 5e    |        |